# Gildwin
Gildwin est une série de bandes dessinées écrite par Philippe Luguy et Allan Toriel, et dessinée par Philippe Luguy, auteur des séries Percevan chez Dargaud, et Sylvio chez Bernard Grange. Elle est publiée aux éditions Jos.

## Résumé de l'histoire
Gildwin est un jeune adulte passionné qui refuse la réalité. Un jour, excédé par l'incrédulité des gens qui l'entoure, il décide de quitter la belle Azilis, sa compagne, pour rejoindre le monde des légendes. Sur le chemin, il fait la rencontre de Kaarn, un enchanteur qui l'aide et qui le transporte vers l'Auberge Merveilleuse : un lieu magique où les contes et légendes se font et se défont. Il y rencontrera Peulvan et Korni, un géant et un korrigan qui l'accompagneront dans ses aventures.

## Personnages

### Gildwin
Tout juste sorti de l’adolescence, il veut croire que le monde des légendes existe. Dans sa quête, il grandira de manière inattendue.

### Azilis
La belle incrédule est la fiancée de Gildwin. Elle ne comprend pas pourquoi celui-ci cherche à prouver l’existence des contes qu’elle considère puérils et sans intérêt.

### Kaarn
Un enchanteur qui aidera Gildwin. Ses objectifs sont plutôt troubles et il semble qu’il en sache beaucoup plus qu’il ne le laisse paraître.

### Peulvan
Peulvan est un géant costaud, mais un peu soupe au lait. Les géants de son espèce ont mille vies mais malheureusement, il ne se rappelle plus vraiment combien, il lui en reste.

### Korni
C’est un barde Korrigan qui a la particularité de conter l’avenir proche, en vers, et de donner des indications précieuses à qui sait l’écouter

## Les albums
1. Les Légendes Océanes  (ISBN 9782855432557 et 2-85543-255-3) (juin 2008)
2. Les Légendes Océanes édition luxe 450 ex  (ISBN 9782855432991) (janvier 2009)
3. Le Conteur Magnifique (à paraître fin 2009)